# Tetranchyroderma pacificum
Tetranchyroderma pacificum är en djurart som tillhör fylumet bukhårsdjur, och som beskrevs av Schmidt 1974. Tetranchyroderma pacificum ingår i släktet Tetranchyroderma och familjen Thaumastodermatidae. Inga underarter finns listade i Catalogue of Life.